# Lower Stoke
Lower Stoke är en by i Medway, Kent i England. Byn är belägen 21,2 km 
från Maidstone. Orten har 754 invånare (2016).